# Escambia County (Alabama)
Escambia County is een county in de Amerikaanse staat Alabama.
De county heeft een landoppervlakte van 2.454 km² en telt 38.440 inwoners (volkstelling 2000). De hoofdplaats is Brewton.

## Bevolkingsontwikkeling

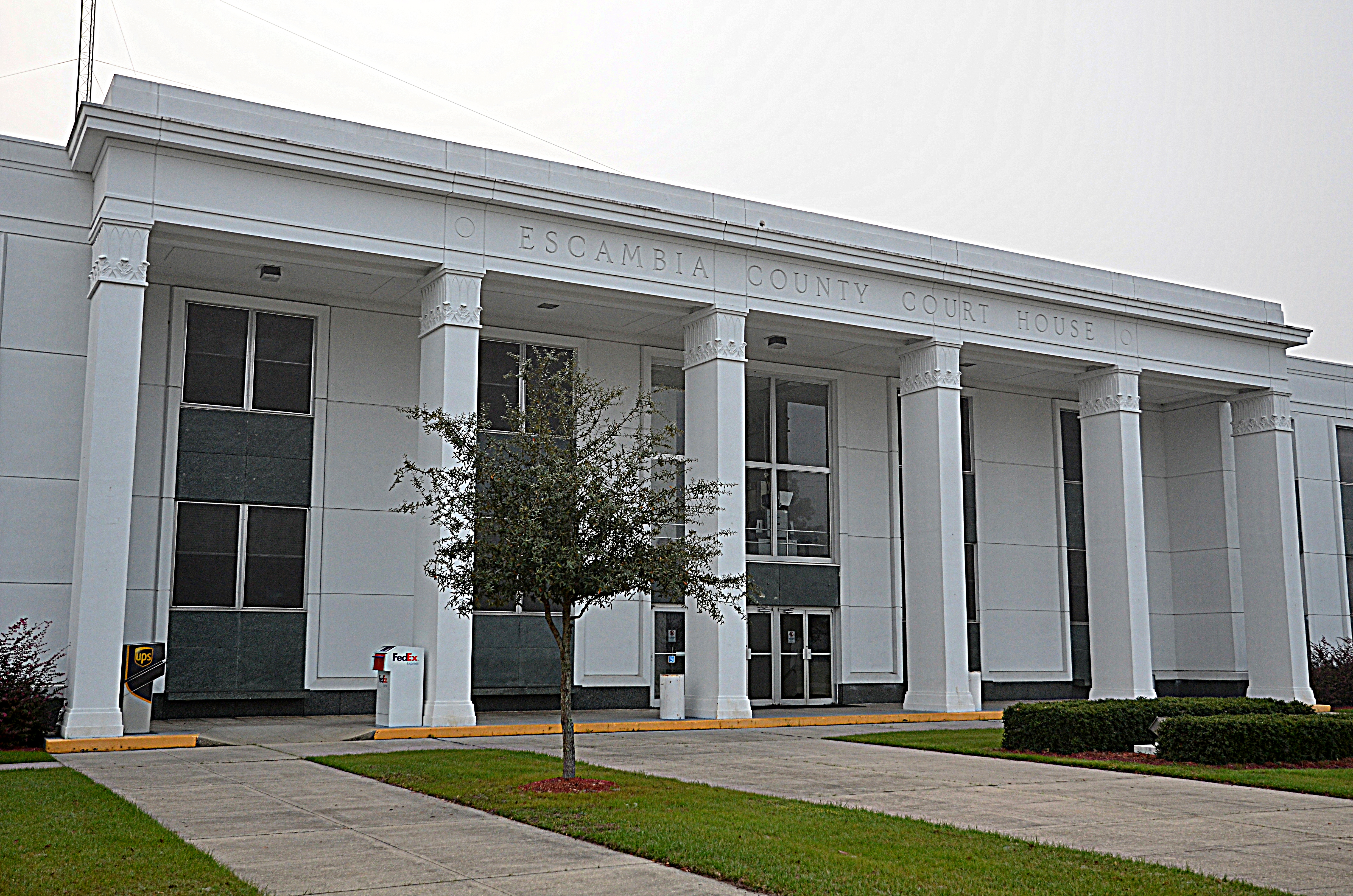
Escambia County Courthouse